# Van Johnson
Charles Van Dell Johnson (n. 25 august 1916, Newport, Rhode Island, SUA – d. 12 decembrie 2008, Nyack⁠(d), Rockland County, New York, SUA) a fost un actor american de film, televiziune, teatru și radio, cântăreț și dansator. A fost o vedetă importantă a studiourilor Metro-Goldwyn-Mayer în timpul celui de-al doilea război mondial.   

## Filmografie
| An   | Titlu                                     | Rol                                           | Note                                                                                |
| ---- | ----------------------------------------- | --------------------------------------------- | ----------------------------------------------------------------------------------- |
| 1940 | Too Many Girls                            | Băiat în cor #41                              | Adaptare a unui musical Broadway cu Lucille Ball și Desi Arnaz; Nemenționat în cor. |
| 1942 | Murder in the Big House                   | Bert Bell                                     |                                                                                     |
| 1942 | For the Common Defense!                   | Agent Pritchard                               | Scurtmetraj.                                                                        |
| 1942 | Somewhere I'll Find You                   | Locotenent Wade Hall                          | Nemenționat.                                                                        |
| 1942 | The War Against Mrs. Hadley               | Michael Fitzpatrick                           |                                                                                     |
| 1942 | Dr. Gillespie's New Assistant             | Dr. Randall 'Red' Adams                       |                                                                                     |
| 1943 | The Human Comedy                          | Marcus Macauley                               |                                                                                     |
| 1943 | Dr. Gillespie's Criminal Case             | Dr. Randall 'Red' Adams                       |                                                                                     |
| 1943 | Pilot No. 5                               | Everett Arnold                                |                                                                                     |
| 1943 | Madame Curie                              | Reporter                                      |                                                                                     |
| 1943 | A Guy Named Joe                           | Ted Randall                                   | A suferit un accident de mașină în momentul producției care l-a desfigurat          |
| 1944 | Two Girls and a Sailor                    | John Dyckman Brown III                        |                                                                                     |
| 1944 | The White Cliffs of Dover                 | Sam Bennett                                   |                                                                                     |
| 1944 | 3 Men in White                            | Dr. Randall 'Red' Ames                        |                                                                                     |
| 1944 | Thirty Seconds Over Tokyo                 | Ted W. Lawson                                 |                                                                                     |
| 1945 | Between Two Women                         | Dr. Randall 'Red' Adams                       |                                                                                     |
| 1945 | Thrill of a Romance                       | Major Thomas Milvaine                         |                                                                                     |
| 1945 | Week-End at the Waldorf                   | Captain James Hollis                          |                                                                                     |
| 1946 | Easy to Wed                               | William Stevens 'Bill' Chandler               |                                                                                     |
| 1946 | No Leave, No Love                         | Sergent Michael Hanlon                        |                                                                                     |
| 1946 | Till the Clouds Roll By                   | Bandleader in Elite Club                      |                                                                                     |
| 1947 | High Barbaree                             | Alec Brooke                                   |                                                                                     |
| 1947 | The Romance of Rosy Ridge                 | Henry Carson                                  |                                                                                     |
| 1948 | The Bride Goes Wild                       | Greg Rawlings                                 |                                                                                     |
| 1948 | State of the Union                        | Spike McManus                                 | Alt titlu: The World and His Wife                                                   |
| 1948 | Command Decision                          | Technical Sergeant Immanuel T. Evans          |                                                                                     |
| 1949 | Mother Is a Freshman                      | Professor Richard Michaels                    | Alt titlu: Mother Knows Best                                                        |
| 1949 | Scene of the Crime                        | Mike Conovan                                  |                                                                                     |
| 1949 | In the Good Old Summertime                | Andrew Delby Larkin                           | M-G-M musical co-starring Judy Garland.                                             |
| 1949 | Battleground                              | Holley                                        |                                                                                     |
| 1950 | The Big Hangover                          | David Muldon                                  |                                                                                     |
| 1950 | Duchess of Idaho                          | Dick Layne                                    |                                                                                     |
| 1951 | Grounds for Marriage                      | Dr. Lincoln I. Bartlett                       |                                                                                     |
| 1951 | Three Guys Named Mike                     | Mike Lawrence                                 |                                                                                     |
| 1951 | Go for Broke!                             | Locotenent Michael Grayson                    |                                                                                     |
| 1951 | It's a Big Country                        | Rev. Adam Burch                               |                                                                                     |
| 1951 | Too Young to Kiss                         | Eric Wainwright                               |                                                                                     |
| 1952 | Invitation                                | Daniel I. "Dan" Pierce                        |                                                                                     |
| 1952 | When in Rome                              | Părintele John X. Halligan                    |                                                                                     |
| 1952 | Washington Story                          | Joseph T. Gresham                             |                                                                                     |
| 1952 | Plymouth Adventure                        | John Alden                                    |                                                                                     |
| 1953 | Confidentially Connie                     | Joe Bedloe                                    |                                                                                     |
| 1953 | Remains to Be Seen                        | Waldo Williams                                |                                                                                     |
| 1953 | Easy to Love                              | Ray Lloyd                                     |                                                                                     |
| 1954 | Siege at Red River                        | Capt. James S. Simmons / Jim Farraday         |                                                                                     |
| 1954 | Men of the Fighting Lady                  | Lt. (JG) Howard Thayer                        |                                                                                     |
| 1954 | The Caine Mutiny                          | Lt. Stephen Maryk, USNR                       |                                                                                     |
| 1954 | Brigadoon                                 | Jeff Douglas                                  |                                                                                     |
| 1954 | The Last Time I Saw Paris                 | Charles Wills                                 |                                                                                     |
| 1955 | The End of the Affair                     | Maurice Bendrix                               |                                                                                     |
| 1956 | The Bottom of the Bottle                  | Donald Martin / Eric Bell                     |                                                                                     |
| 1956 | Miracle in the Rain                       | Pvt 1st class Arthur Hugenon                  |                                                                                     |
| 1956 | 23 Paces to Baker Street                  | Phillip Hannon                                |                                                                                     |
| 1957 | Slander                                   | Scott Ethan Martin                            |                                                                                     |
| 1957 | Kelly and Me                              | Len Carmody                                   |                                                                                     |
| 1957 | Action of the Tiger                       | Carson                                        |                                                                                     |
| 1959 | The Last Blitzkrieg                       | Lt. Hans Von Kroner / Sgt. Leonard Richardson |                                                                                     |
| 1959 | Subway in the Sky                         | Major Baxter Grant                            |                                                                                     |
| 1959 | Beyond This Place                         | Paul Mathry                                   |                                                                                     |
| 1960 | The Enemy General                         | Allan Lemaire (OSS agent)                     |                                                                                     |
| 1963 | Wives and Lovers                          | Bill Austin                                   |                                                                                     |
| 1966 | The Doomsday Flight                       | Captain Anderson, Pilot                       | film TV scris de Rod Serling despre o amenințare cu bomba asupra unui avion.        |
| 1967 | Divorce American Style                    | Al Yearling                                   |                                                                                     |
| 1968 | Where Angels Go, Trouble Follows          | Father Chase                                  |                                                                                     |
| 1968 | Yours, Mine and Ours                      | Warrant Officer Darrel Harrison               | Comedie de familie cu Lucille Ball și Henry Fonda.                                  |
| 1969 | Eagles Over London                        | Air Marshal George Taylor                     |                                                                                     |
| 1969 | The Price of Power                        | President James Garfield                      | Alt titlu: La muerte de un presidente / Texas.                                      |
| 1971 | Eye of the Spider                         | Professor Orson Krüger                        | Alt titlu: L'occhio del ragno.                                                      |
| 1979 | The Concorde Affair                       | Captain Scott                                 | Alt titlu: Concorde Affaire '79.                                                    |
| 1979 | From Corleone to Brooklyn                 | LocotenentSturges                             | Alt titlus: Da Corleone a Brooklyn / The Sicilian Boss.                             |
| 1980 | The Kidnapping of the President           | Vice President Ethan Richards                 |                                                                                     |
| 1982 | Scorpion with Two Tails                   | Mulligan – Joan's father                      |                                                                                     |
| 1985 | The Purple Rose of Cairo                  | Larry Wilde                                   | Comedie de Woody Allen.                                                             |
| 1988 | Laggiù nella giungla                      |                                               |                                                                                     |
| 1988 | Taxi Killer                               | Capt.                                         |                                                                                     |
| 1989 | Killer Crocodile                          | Judge                                         |                                                                                     |
| 1990 | Fuga dal paradiso                         | Old Narrator                                  |                                                                                     |
| 1991 | Delta Force Commando II: Priority Red One | Gen. McCailland                               |                                                                                     |
| 1992 | Clowning Around                           | Mr. Ranthow                                   |                                                                                     |
| 1992 | Three Days to a Kill                      | Comm. Howard                                  | (ultimul rol de film)                                                               |

| An        | Titlu                           | Rol                | Note                                                                                                |
| --------- | ------------------------------- | ------------------ | --------------------------------------------------------------------------------------------------- |
| 1955      | I Love Lucy                     | Rolul său          | Episodul: "The Dancing Star"                                                                        |
| 1957      | The Pied Piper of Hamelin       | Pied Piper/Truson  | Special TV                                                                                          |
| 1959      | Dick Powell's Zane Grey Theater | Frank Gilette      | Episodul: "Deadfall"                                                                                |
| 1960      | General Electric Theater        | Jimmy Devlin       | Episodul: "At Your Service"                                                                         |
| 1960      | The Ann Sothern Show            | Terry Tyler        | Episodul: "Loving Arms"                                                                             |
| 1965      | Ben Casey                       | Frank Dawson       | Episodul: "A Man, a Maid, and a Marionette"                                                         |
| 1966      | Batman                          | The Minstrel       | Episoadele: "The Minstrel's Shakedown" "Barbecued Batman?"                                          |
| 1967      | The Danny Thomas Hour           | Charlie Snow       | Episodul: "Is Charlie Coming?"                                                                      |
| 1968      | Here's Lucy                     | Rolul său          | Episodul: "Guess Who Owes Lucy $23.50?"                                                             |
| 1971      | The Men from Shiloh             | Alonzo             | Episodul: "The Angus Killer"                                                                        |
| 1971      | The Doris Day Show              | Charlie Webb       | Episodes: "Cousin Charlie" "The Albatross"                                                          |
| 1971      | Love, American Style            | Don                | Segment: "Love and the House Bachelor"                                                              |
| 1972      | Maude                           | Henry              | Episodul: "Flashback"                                                                               |
| 1974      | McCloud                         | Dan Kiley          | Episodul: "This Must Be the Alamo"                                                                  |
| 1974      | McMillan & Wife                 | Harry Jerome       | Episodul: "Downshift to Danger"                                                                     |
| 1974      | The Girl on the Late, Late Show |                    | Film TV                                                                                             |
| 1976      | Rich Man, Poor Man              | Marsh Goodwin      | Miniserie Nominalizare: Primetime Emmy Award for Outstanding Lead Actor – Miniseries or a Movie     |
| 1976      | Rich Man, Poor Man Book II      | Marsh Goodwin      | Miniserie                                                                                           |
| 1977      | Quincy, M.E.                    | Al Ringerman       | Episoade: "Snake Eyes" (Parts 1&2)                                                                  |
| 1978      | The Love Boat                   | Diverse roluri     | Segmentele: "Man of the Cloth" / "Her Own Two Feet" / "Tony's Family"                               |
| 1982      | One Day at a Time               | Gus Webster        | Episodul: "Grandma's Nest Egg"                                                                      |
| 1982      | The Love Boat                   | Diverse roluri     | Segments: "The Musical" / "My Ex-Mom" / "The Show Must Go On" / "The Pest" / "My Aunt, the Worrier" |
| 1983      | The Forgotten Story             | Perry              | Miniserie                                                                                           |
| 1983      | Tales of the Unexpected         | Gerry T. Armstrong | Episodul: "Down Among the Sheltering Palms"                                                         |
| 1984-1990 | Murder, She Wrote               | Diverse roluri     | "Hannigan's Wake" / "Menace, Anyone?" / "Hit, Run and Homicide"                                     |
| 1988      | Alfred Hitchcock Presents       | Art Bellasco       | Episodul: "Killer Takes All"                                                                        |
| 1989      | Coming of Age                   | "Red" Pepper       | Episodul: "Pauline et Rouge"                                                                        |